# Hollum
Hollum is een dorp op het Nederlandse waddeneiland Ameland in de provincie Friesland.
Hollum ligt aan de Borndiep en is daarmee het meest westelijke van de vier dorpen op Ameland. Met 1.310 inwoners is het ook het grootste dorp van Ameland.

## Musea

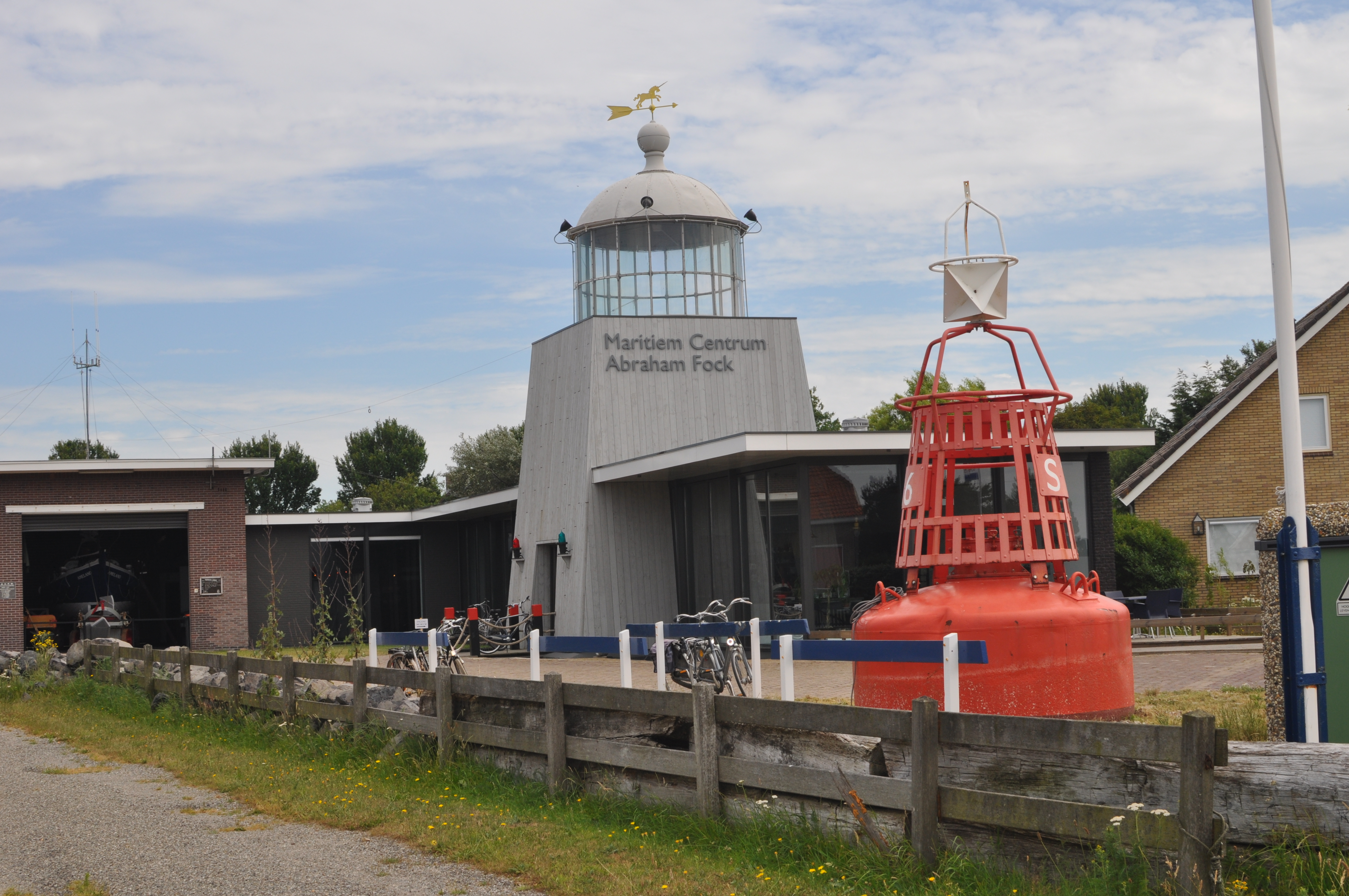
Maritiem Centrum Abraham Fock
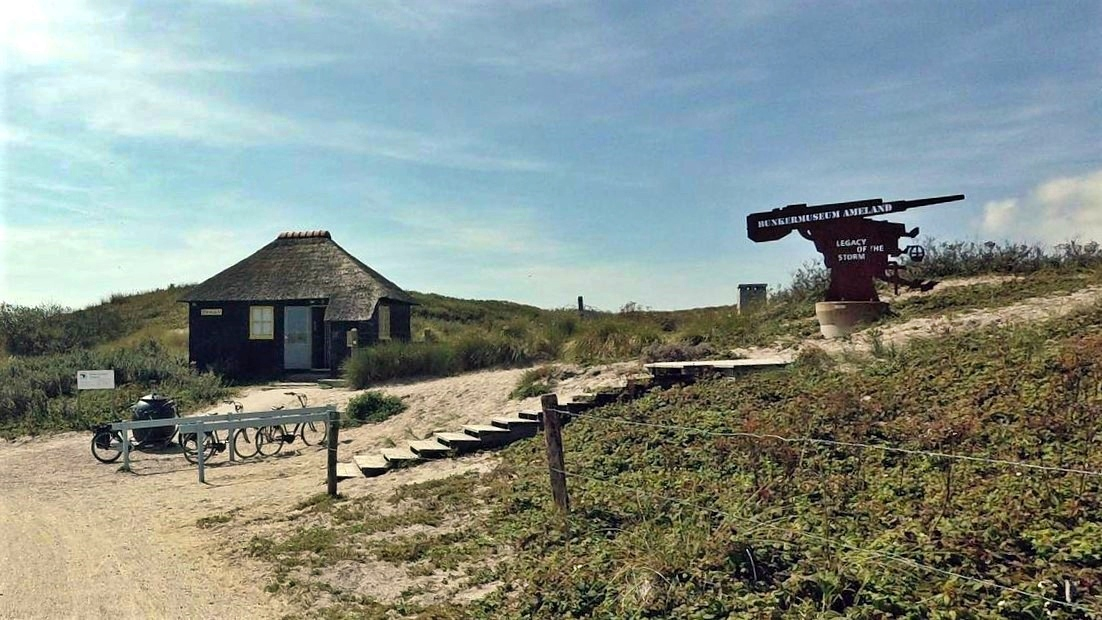
Bunkermuseum Ameland
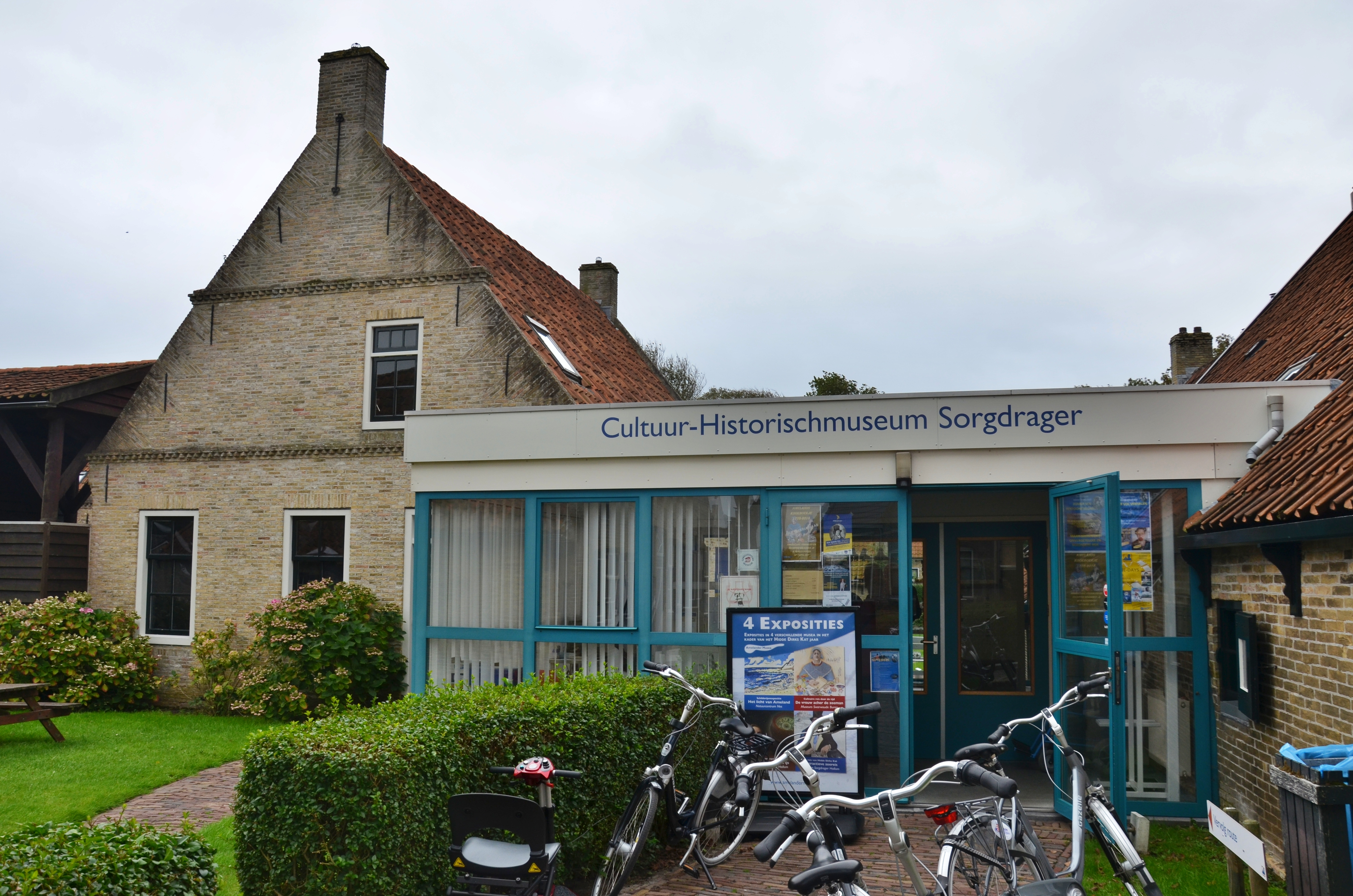
Museum Sorgdrager

## Kerken

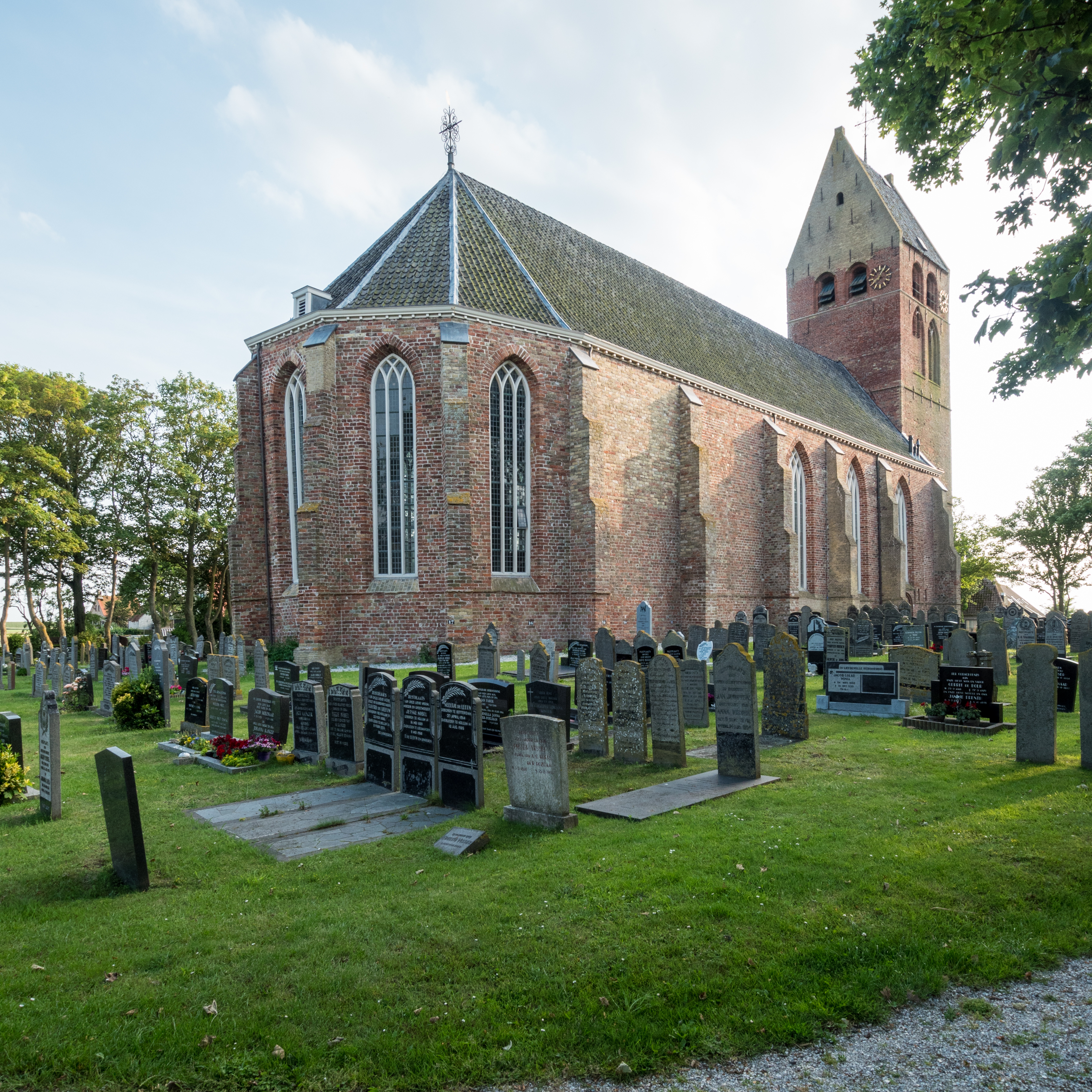
Magnuskerk
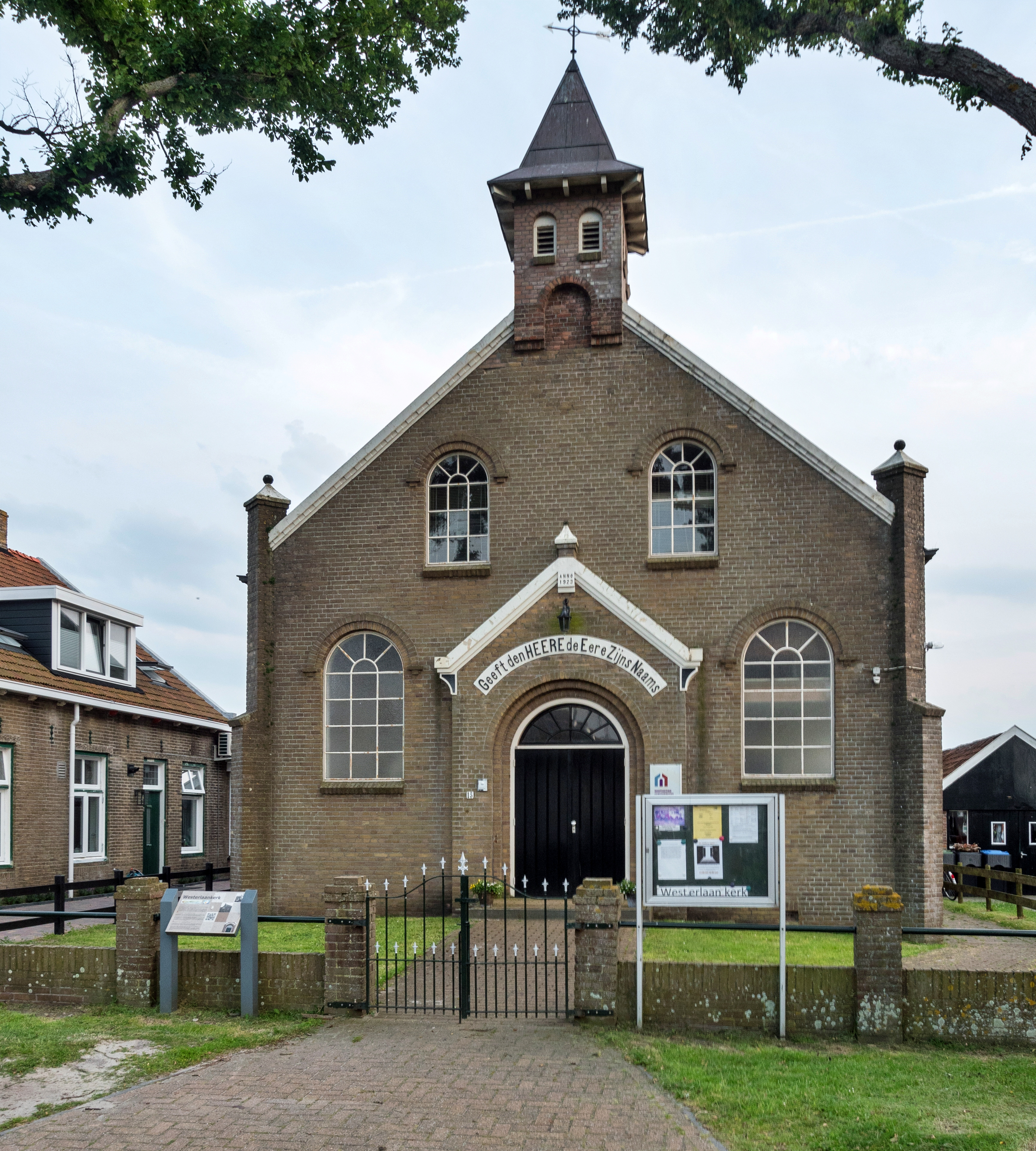
Westerlaankerk
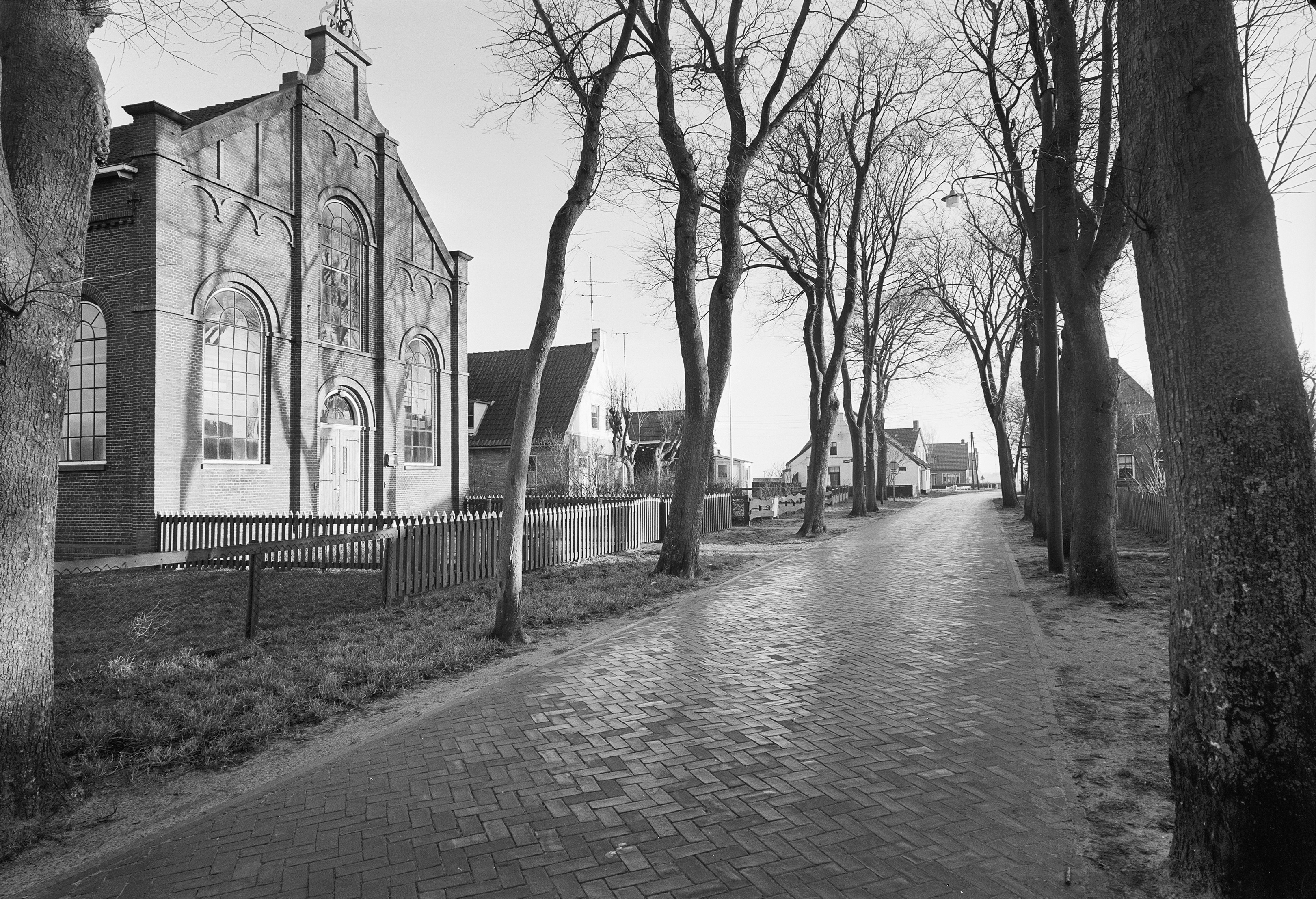
Herenwegkerk

## Overige bezienswaardigheden
Hollum telt 53 rijksmonumenten. Verder is een deel van Hollum een beschermd dorpsgezicht, een van de beschermde stads- en dorpsgezichten in Friesland.

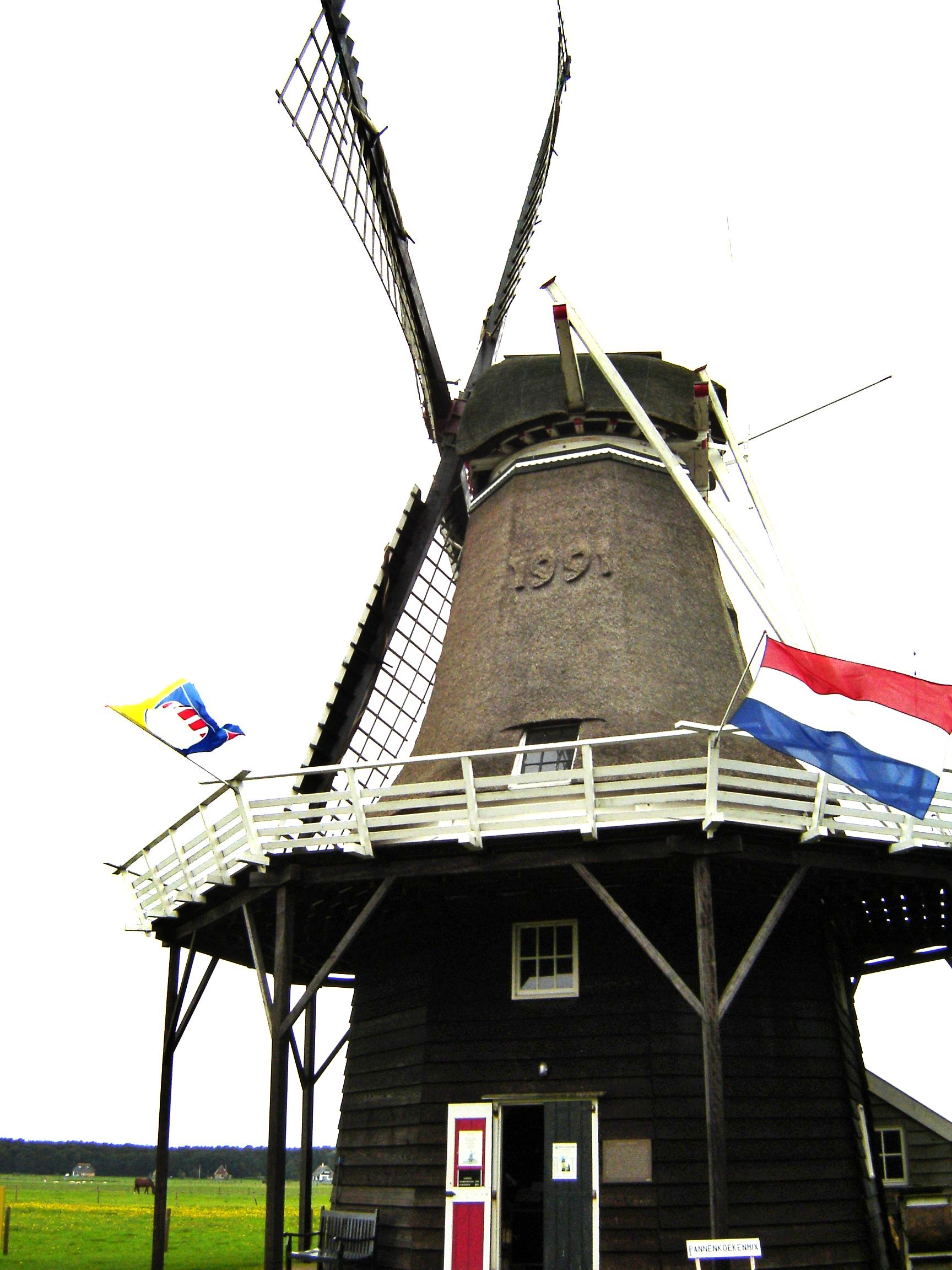
De Verwachting
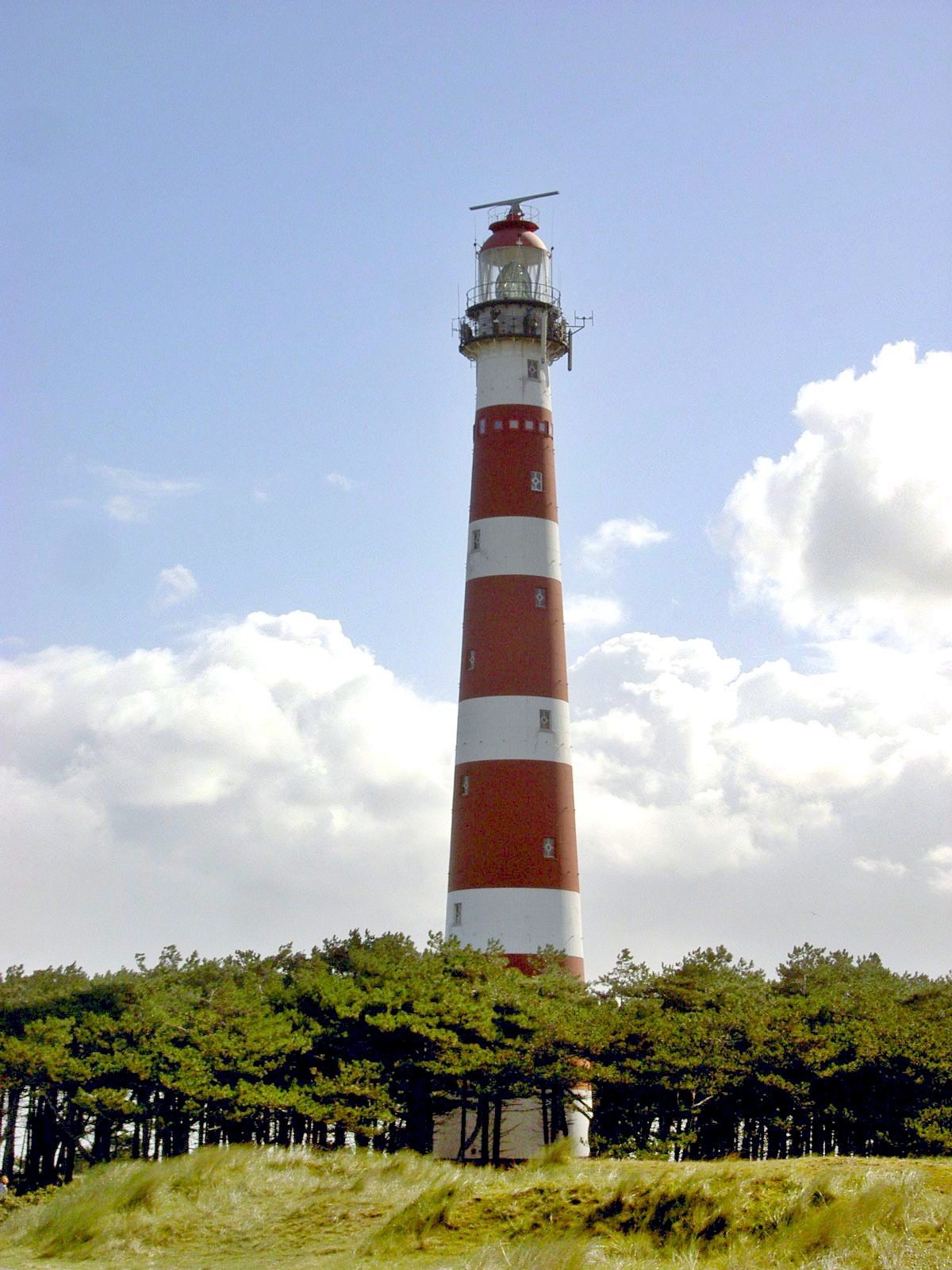
Vuurtoren Ameland
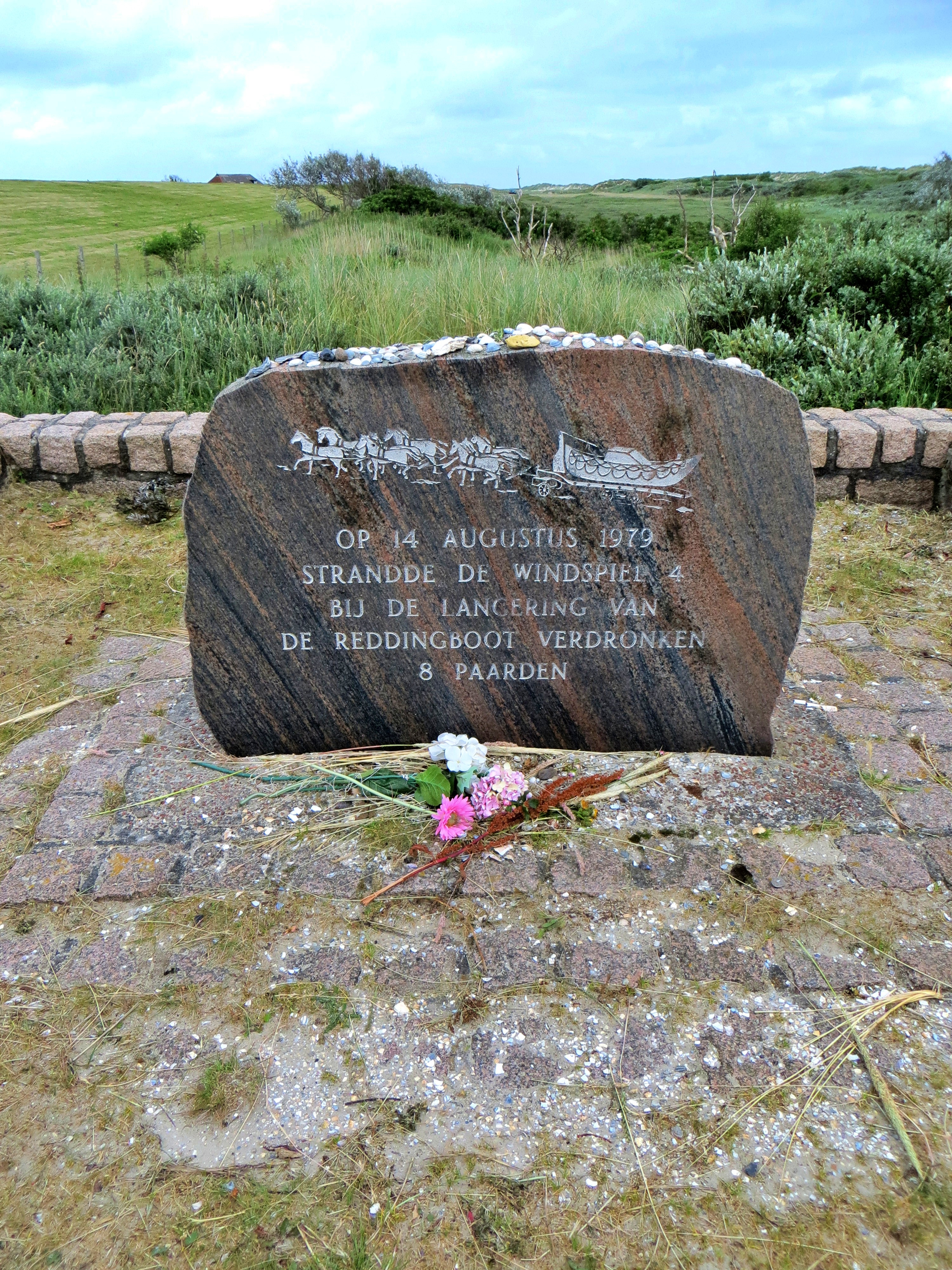
Paardengraf Ameland

## Sport
- SC Amelandia, sportvereniging

## Bevolkingsontwikkeling
| 1999 | 2002 | 2003 | 2004 | 2007 | 2012 | 2018 | 2019 | 2021 | 2023 |
| ---- | ---- | ---- | ---- | ---- | ---- | ---- | ---- | ---- | ---- |
| 1250 | 1308 | 1288 | 1296 | 1400 | 1165 | 1260 | 1250 | 1285 | 1310 |

## Geboren in Hollum
- Hidde Dirks Kat (1747-1824), commandeur op de walvisvaart
- Willem Cornelis de Groot (1853-1939), architect
- Hannes de Boer (1899-1982), verspringer
- Jan Bruin (1969), voetballer